# De iure
De iure (scritto anche de jure) è una locuzione latina per dire "di diritto", "per legge", "in punto di diritto", ed è usata soprattutto per questioni che riguardano la legge, il governo o tecniche (come gli standard), in contrasto con de facto che significa "di fatto", "in realtà", "in punto di fatto".
Ad esempio viene chiamato "standard de iure" uno standard ufficializzato da ISO o altri enti, mentre gli "standard de facto" sono quelli che si sono composti a seguito delle dinamiche di mercato.

## Diritto internazionale
Nell’ambito del diritto internazionale, uno Stato è definito indipendente “de iure” qualora la sua indipendenza non solo sia fattuale, ovvero se il Paese gestisce autonomamente la propria sovranità (indipendenza “de facto”), ma anche riconosciuta dalla comunità internazionale.